# Glendale (Ohio)
Glendale è un villaggio degli Stati Uniti d'America situato nella contea di Hamilton, in Ohio. È situato nell'area meridionale della contea.